# Schlussbilanz
Die Schlussbilanz ist im Rechnungswesen eine Bilanz, deren Bilanzstichtag am Ende des Geschäftsjahres liegt.

## Allgemeines
Endet das Geschäftsjahr wie meist am 31. Dezember, so handelt es sich bei dieser Bilanz um die Schlussbilanz. Diese muss nach dem Bilanzierungsgrundsatz der Bilanzidentität mit der Eröffnungsbilanz zum 1. Januar des darauffolgenden Geschäftsjahres übereinstimmen. Die Schlussbilanz umfasst umgangssprachlich nicht nur die Bilanz, sondern den gesamten Jahresabschluss nebst Gewinn- und Verlustrechnung. Während die Schlussbilanz als Bestandsgrößen den Bestand aller Bilanzpositionen am Bilanzstichtag erfasst, enthält die Gewinn- und Verlustrechnung als Stromgrößen alle Aufwendungen, Erträge und Umsatzerlöse des gesamten Geschäftsjahres.

## Rechnungswesen
Technisch wird die Erstellung der Schlussbilanz oftmals mit Hilfe eines Schlussbilanzkontos vorgenommen. Auf das Schlussbilanzkonto werden die Salden sämtlicher Bestandskonten einschließlich des Eigenkapitalkontos, das die Salden des Gewinn- und Verlustkontos und – lediglich bei Personengesellschaften – des Privatkontos enthält, abgeschlossen. Schlussbilanz und Schlussbilanzkonto sind jedoch nicht zwingend identisch. Während das Schlussbilanzkonto im Wesentlichen formfrei nach betrieblichen und abrechnungstechnischen Gesichtspunkten aufgebaut sein darf, sind in der Schlussbilanz gesetzliche Form- und Gliederungsvorschriften einzuhalten. Zu diesem Zweck wird das Schlussbilanzkonto später so aufbereitet, dass die hieraus entwickelte Schlussbilanz den gesetzlichen Anforderungen genügt.
Die Schlussbilanz erfasst sämtliche Bestandskonten, auf denen während des Geschäftsjahrs alle Geschäftsvorfälle verbucht wurden. Zusammen mit deren etwaigem Anfangsbestand werden die Bestandsveränderungen als Endbestand in die Schlussbilanz übertragen. Die Buchungssätze für die Abschlussbuchungen lauten „Bilanzkonto an Aktivkonten“ und „Passivkonten an Bilanzkonto“. Es ist nicht jährlich eine Eröffnungsbilanz aufzustellen, sondern die Werte aus der Schlussbilanz des Vorjahres sind in die Bestandskonten des neuen Jahres zu übernehmen (Bilanzidentität).

## Rechtsfragen
Der Kaufmann hat zu Beginn seines Handelsgewerbes (Eröffnungsbilanz) und für den Schluss (Schlussbilanz) eines jeden Geschäftsjahrs einen das Verhältnis seines Vermögens und seiner Schulden darstellenden Jahresabschluss aufzustellen (§ 242 Abs. 1 HGB). Das Handelsrecht sieht für die Schlussbilanz in § 266 HGB bestimmte Gliederungsvorschriften vor, die allgemein auf der Aktivseite zwischen Anlage- und Umlaufvermögen und auf der Passivseite zwischen Eigenkapital und Fremdkapital (Rückstellungen, Verbindlichkeiten) unterscheiden. Die Wertansätze in der Eröffnungsbilanz des Geschäftsjahrs müssen mit denen der Schlussbilanz des vorhergehenden Geschäftsjahrs übereinstimmen (§ 252 Abs. 1 Nr. 1 HGB). Diese Rechtsnormen stellen sicher, dass die Grundsätze der Bilanzidentität, Bilanzklarheit, Bilanzkontinuität und Bilanzwahrheit eingehalten werden.

## Wirtschaftliche Aspekte
Aus den Bilanzpositionen der Schlussbilanz von Unternehmen werden zum Zwecke der Bilanzanalyse und Finanzanalyse betriebswirtschaftliche Kennzahlen entwickelt, mit deren Hilfe die wirtschaftlichen Verhältnisse des bilanzierenden Unternehmens beurteilt werden können. Wichtige Kennzahlen sind unter anderem Anlagendeckung, Vorratsintensität, Liquiditätsgrad, Eigenkapitalquote oder Verschuldungsgrad. 
Auch Liquidationsbilanzen gehören zu den Schlussbilanzen (vgl. § 154 HGB für die offene Handelsgesellschaft), sie beinhalten Liquidationswerte.

## Umwandlungsrecht
Im Umwandlungsrecht bezeichnet man eine Bilanz des übertragenden Rechtsträgers, für die die handelsrechtlichen Vorschriften über die Aufstellung, Prüfung und Feststellung gelten, als Schlussbilanz (§ 17 Abs. 2 UmwG).